# Kakuei Tanaka
Kakuei Tanaka (田中 角栄, Tanaka Kakuei) (4 de maig de 1918 - 16 de desembre de 1993) va ser un polític japonès que va exercir com a Primer Ministre del Japó des de 1972 fins a 1974. Conegut pels seus antecedents en la construcció i l'estil polític terrós i tenaç, Tanaka és l'únic primer ministre japonès modern que no va acabar l'institut ni es va graduar en una universitat.